# Antonín Barák (Fußballspieler)
Antonín Barák (* 3. Dezember 1994 in Příbram) ist ein tschechischer Fußballspieler. Der Mittelfeldspieler ist aktuell von der AC Florenz an Kasımpaşa Istanbul ausgeliehen und ist Nationalspieler.

## Karriere

### Anfang in Tschechien
Barák begann seine Karriere 2002 beim 1. FK Příbram. 2013 wechselte er in den Herrenbereich und absolvierte noch im selben Jahr sein Debüt für die A-Mannschaft in einem Erstligaspiel gegen Slovan Liberec als er in der 84. Minute eingewechselt wurde. Dies blieb der einzige Einsatz für die erste Mannschaft in dieser Saison. Auch in der folgenden Spielzeit kam er in der Liga nicht und im Pokal nur zwei Mal zum Einsatz. Im Juli 2014 wurde er daraufhin in die zweite Liga an den FC Graffin Vlašim ausgeliehen. Dort kam er in 27 von 30 möglichen Ligaspielen zum Einsatz. Seine Einsatzzeit verlängerte sich hierbei im Laufe der Saison. Während er zu Beginn vor allem gegen Ende der Partien eingewechselt wurde, stand er in der Rückrunde meistens durchgängig auf dem Platz. Nach Ablauf der Leihe spielte er wieder für seinen Heimatverein. Hier kam er nun häufiger zum Einsatz und absolvierte in der Hinrunde zwölf Liga- und drei Pokalbegegnungen. Zur Rückrunde wechselte er für eine Ablösesumme von 400.000 Euro zum Ligakonkurrenten Slavia Prag. In Prag war er zunächst nur Ergänzungsspieler und kam nach einer zweiminütigen Einwechslung im ersten Spiel, in den folgenden fünf Spielen nicht zum Einsatz. Im Anschluss steigerte sich seine Spielzeit und er stand in jeder Partie auf dem Platz. In der Saison 2016/17 zog er mit seiner Mannschaft bis ins Halbfinale des tschechischen Pokals ein und wurde tschechischer Meister. Hierbei absolvierte er 25 der 30 Ligaspiele. In dieser Spielzeit kam er auch erstmals auf internationalem Terrain in der Qualifikation zur UEFA Europa League gegen den FC Levadia Tallinn, Rio Ave FC und den RSC Anderlecht zum Einsatz. Gegen letztere scheiterte die Mannschaft in den Play-offs.

### Wechsel nach Italien
Im Juli 2017 wagte Barák im Alter von 22 Jahren den Schritt in die Serie A zu Udinese Calcio. Udinese zahlte drei Millionen Euro Ablöse. Dort wurde er auf Anhieb zum Stammspieler und absolvierte in seiner ersten Saison 34 Ligaspiele. In 31 dieser Partien stand er in der Startelf, in 25 spielte er über die volle Distanz. In dieser Spielzeit konnte er auch sieben Tore erzielen und vier weitere vorlegen. Die Saison 2018/19 begann er zunächst auch mit vielen Minuten auf dem Platz, verletzte sich allerdings Mitte November und fiel zunächst für vier Spiele aus. Im Anschluss kam er Ende Dezember zu einem Kurzeinsatz. Nach dem Jahreswechsel fiel er mit der gleichen Verletzung erneut aus, dieses Mal bis Mai, und stand erst am letzten Spieltag wieder im Kader ohne zum Einsatz zu kommen. Auch in der Folgesaison stand Barák nur selten auf dem Platz, weshalb er Ende Januar 2020 bis zum Saisonende an die US Lecce ausgeliehen wurde. Dort fand er zu alter Stärke zurück und kam in beinahe jedem Spiel zum Einsatz. Nur gegen die AC Mailand fiel er krankheitsbedingt aus. Nach Ablauf der Leihe an Lecce wurde er erneut verliehen, dieses Mal an Hellas Verona. Auch in Verona wurde er zur Stammkraft und absolvierte 34 Ligaspiele, davon nur zwei Mal nicht in der Startelf stehend. Im Juli 2021 verpflichtete Verona Barák für eine Ablöse von sechs Millionen Euro fest.
Ende August 2022 wechselte er zunächst auf Leihbasis und Ende Januar 2023 dann endgültig zum Ligakonkurrenten AC Florenz. In seiner ersten Saison dort kam er auf 30 von 36 möglichen Ligaspielen, in denen er zwei Tore schoss, vier Pokalspiele mit einem Tor und 12 Spielen in der Conference League mit fünf geschossenen Toren. In der nächsten Saison waren es 15 von 38 möglichen Ligaspielen mit zwei Toren, zwei Pokalspiele, das verlorene Halbfinale um den italienischen Supercup sowie 10 Spiele in der Conference League mit drei geschossenen Toren. 
In der Saison 2024/25 wurde er bei einem der ersten drei Ligaspielen eingesetzt. Mitte September 2024 wurde eine Ausleihe bis zum Ende der Saison zum türkischen Erstligisten Kasımpaşa Istanbul vereinbart.

## Nationalmannschaft
Barák absolvierte zwischen 2014 und 2017 Spiele für die tschechische U20- und U21-Nationalmannschaft. Mit letzterer nahm er an der U-21-Fußball-Europameisterschaft 2017 teil. Für die A-Nationalmannschaft debütierte er bei einem Freundschaftsspiel im November 2016 gegen Dänemark. 2021 stand er im tschechischen Kader für die Fußball-Europameisterschaft 2021 und zog mit seiner Mannschaft bis ins Viertelfinale ein.

## Erfolge
- tschechischer Meister: 2016/17